# Love Hurts (televisieserie)
Love Hurts (werktitel: Verlaten Vrouwen) is een Nederlandse dramaserie van het commerciële televisiestation RTL 4. De serie is gebaseerd op de columns van schrijfster Corine Koole in maandglossy LINDA.. Susan Visser geeft gestalte aan hoofdpersonage Sarah van Asperen, een relatietherapeute. De serie debuteerde op woensdag 30 oktober 2013 en de laatste aflevering werd op 4 december 2013 uitgezonden. De titelsong van de serie is het nummer Love Hurts, uitgevoerd door Nazareth.
Volgens RTL-baas Erland Galjaard was het programma geen succes. Gemiddeld had het programma zo'n 500.000 kijkers, voor RTL-begrippen een laag aantal.
De serie is in 2014 op dubbel-dvd uitgebracht.

## Synopsis
Sarah van Asperen is relatietherapeute. Zij vertelt de verhalen van diverse cliënten die bij haar langskomen. Per aflevering komen 3 tot 4 cliënten aan bod met elk hun eigen verhaal. Elke aflevering heeft wel een eigen thema.

## Rolbezetting
| Aflevering | Acteur                  | Personage         |
| ---------- | ----------------------- | ----------------- |
| alle       | Susan Visser            | Sarah van Asperen |
| 1          | Sjoera Retel            | Iris              |
| 1          | Mattijn Hartemink       | Erik              |
| 1          | Elise van 't Laar       | Merel             |
| 1          | Vincent Croiset         | Tom               |
| 1          | Anke Engels             | Suze              |
| 1          | Marike van Weelden      | Helen             |
| 1          | Bart Oomen              | Alex              |
| 1          | Chris Tates             | Hans              |
| 1          | Iris van der Does       | Titia             |
| 1          | Devika Strooker         | Gerda             |
| 1          | Marian Mudder           | Emilie            |
| 2          | Johan Vanderpol         | Jop               |
| 2          | Simone van Bennekom     | Marcia            |
| 2          | Angelique de Bruijne    | Josine            |
| 2          | Bing Wiersma            | Jasper            |
| 2          | Raymond Paardekooper    | Martin            |
| 2          | Wilke Durand            | Noor              |
| 2          | Marcel Faber            | Roeland           |
| 2          | Dionne Verwey           | Miranda           |
| 2          | Tamara Brinkman         | Sophie            |
| 3          | Debbie Korper           | Joan              |
| 3          | Ruurt de Maesschalck    | Geert             |
| 3          | Max van den Burg        | Chris             |
| 3          | Judith Noyons           | Leonoor           |
| 3          | Bram Assenberg          | Tom               |
| 3          | Dunya Khayame           | Nissrin           |
| 3          | Haysam Shaheen          | Mohamed           |
| 3          | Nisrine Amajoud         | Aischa            |
| 4          | Caya de Groot           | Annabel           |
| 4          | Thijs Feenstra          | Frans             |
| 4          | Katrien van Beurden     | Suze              |
| 4          | Jan Evert van Apeldoorn | Charles           |
| 4          | Valentijn van Hall      | Jan               |
| 4          | Camilla Meurer          | Zora              |
| 4          | Vanja Rukavina          | Fred              |
| 4          | Robert de Hoog          | Max               |
| 4          | Bram Graafland          | dichter           |
| 5          | Yara Alink              | Katy              |
| 5          | Arlan Foppen            | Ferry             |
| 5          | Wouter ten Pas          | Van Looyen        |
| 5          | Roosmarijn van Bohemen  | Roos              |
| 5          | Steye van Dam           | Ruud              |
| 5          | Alinda Larralda         | Marta             |
| 5          | Olaf Malmberg           | Robert            |
| 6          | Margien van Doesen      | Barbara           |
| 6          | Bob Wind                | Pierre            |
| 6          | Ellen de Man            | Dorothee          |
| 6          | Hylke van Sprundel      | Frank             |
| 6          | Betteke Besselink       | Cobi              |
| 6          | Laura Mentink           | Michelle          |
| 6          | Wouter Braaf            | Floris            |

## Afleveringen
| Nr. | Titel              | Kijkcijfers | Uitzenddatum     |  |
| --- | ------------------ | ----------- | ---------------- |  |
| 1 | Overspel           |             | 30 oktober 2013  |  |
| Iris betrapt haar man met de 20-jarige oppas. Helen kan geen afscheid nemen van haar minnaar nadat hij gestorven is. Tom valt voor Lucy die eigenlijk zijn type niet is. Hans vindt het gevoel terug bij Emily.                      |                    |             |                  |  |
| 2 | Verleiding         |             | 6 november 2013  |  |
| Josine schrikt van haar eigen lustgevoelens voor een wildvreemde. Noor wordt door haar man verlaten nadat ze alles samen opgebouwd hadden. Marcia en Jop kijken elkaar aan in de trein en kunnen de verleiding niet weerstaan.       |                    |             |                  |  |
| 3 | Onmogelijk         |             | 13 november 2013 |  |
| Joan trapt voor de derde keer in haar leven in dezelfde val. Leonoor en Chris beleven een hartstochtelijke verhouding. Nissrin zal nooit weten of er iets moois had kunnen zijn tussen haar en Mohamed.                              |                    |             |                  |  |
| 4 | Alles of niets     |             | 20 november 2013 |  |
| Annabel geeft Frans alles wat ze heeft, maar blijft bedrogen achter. Suze weet niet of ze de juiste keuze heeft gemaakt door haar minnaar te verlaten. Zora komt er langzaam achter dat vrije liefde heel gevaarlijk kan zijn.       |                    |             |                  |  |
| 5 | Geheim             |             | 27 november 2013 |  |
| Katy laat haar carrière beïnvloeden door een geheime affaire met een collega te beginnen. Roos komt erachter dat haar man Ruud seksverslaafd is. Marta offert haar leven en land op om met Robert in Nederland te gaan wonen.        |                    |             |                  |  |
| 6 | Angst voor binding |             | 4 december 2013  |  |
| Alleenstaande Barbara trekt de stoute schoenen aan en bestelt een man. Dorothee is dolgelukkig met Frank, maar raakt hem kwijt tijdens een IVF-traject. Michelle durft het niet over haar MS te hebben met de zeer sportieve Floris. |                    |             |                  |  |